# Mahogny (färg)

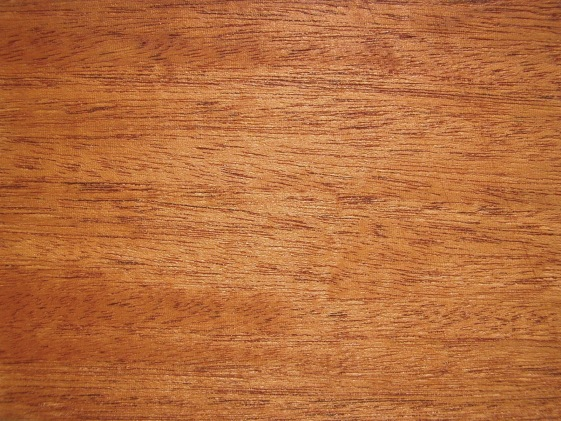
Hondurasmahogny

Mahogny är en nyans av brunt med tendens åt rött. Färgen har fått sitt namn av trädet mahogny vars virke har en liknande färg. Mahogny används ofta till att beskriva färgnyans på brunt hår.
Någon färg med namnet mahogny finns inte bland de ursprungliga HTML-färgerna eller webbfärgerna (X11). I andra källor ges mahogany färgkoordinaterna i boxen härintill..